# Томашево (Вологодская область)
Томашево — деревня в Великоустюгском районе Вологодской области.
Входит в состав Орловского сельского поселения, с точки зрения административно-территориального деления — в Орловский сельсовет.
Расстояние по автодороге до районного центра Великого Устюга — 90 км, до центра муниципального образования Чернево — 15 км. Ближайшие населённые пункты — Курденьга, Чекменево, Сидоровка.
По переписи 2002 года население — 123 человека (54 мужчины, 69 женщин). Преобладающая национальность — русские (99 %).